# Presbiterianismo no Mato Grosso do Sul
O Presbiterianismo é a terceira maior família denominacional protestante histórica no Mato Grosso do Sul (atrás apenas dos batistas e adventistas), correspondendo a 0,83% da população da unidade federativa. Sendo assim, é a 6ª unidade federativa com maior percentual de presbiterianos do país.

## História
Em 1912 a Assembleia Geral da Igreja Presbiteriana do Brasil decidiu criar a Missão Central do Brasil, que passaria a enviar missionário para o Mato Grosso. Em 1913 chegaram ao Estado o tropeiro Antônio Dias dos Santos e o missionário Rev. Franklin Graham, cujo trabalho levou a organização da primeira igreja presbiteriana em Cuiabá. 
O Presbiterianismo chegou ao sul do Estado (que seria posteriormente desmembrado e formado o Mato Grosso do Sul) através da  Missão Evangélica Caiuá, instalada em Dourados em 1929. 
Em 1934 o Rev. Philipi Landes foi enviado pela Missão Sul do Brasil para Campo Grande, após a mudança de muitos presbiterianos para a cidade. No ano seguinte a nova congregação já foi organizada em igreja. 
Em 1940 Igreja Presbiteriana Independente do Brasil transferiu para a Igreja Presbiteriana do Brasil seus membros Aquidauana, por não ter condições de dar assistência aos membros na cidade. A igreja foi organizada em 1945. 
A Missão Evangélica Caiuá trouxe vários benefícios sociais para a região sul do Estado e marcou a consolidação do Presbiterianismo na região. Entre as principais contribuições foi a criação de instituções de ensino. Até hoje a missão trabalha para alcançar a população indígena. 
Em 1962 chegou ao Estado a Igreja Presbiteriana Independente do Brasil

## Igreja Presbiteriana do Brasil

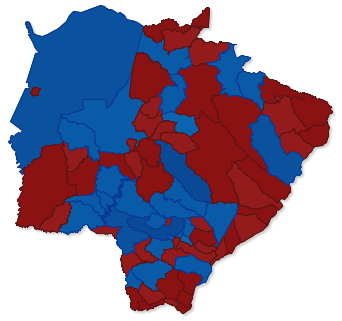
Municipios com igrejas federadas a Igreja Presbiteriana do Brasil no Mato Grosso do Sul

A Igreja Presbiteriana do Brasil é a maior denominação presbiteriana no Mato Grosso do Sul. É constituida no Estado pelo Sínodo Mato Grosso do Sul, que possui 3 presbitérios e aproximadamente 46 igrejes e congregações federadas em todo o Estado.
No Estado a Junta de Missões Nacionais da IPB trabalha em Cassilândia, Sidrolândia, Nova Alvorada do Sul e Antônio João.

## Igreja Presbiteriana Independente do Brasil
A Igreja Presbiteriana Independente do Brasil  é presente no Estado, com aproximadament 25 igrejas e congregações, distribuidas nas seguintes cidades: Dourados, Eldorado, Nova Andrina, Paraíso, Cassilândia, Chapadão do Sul, Caarapó, Fátima do Sul, Rio Brilhante, Amanbai , Naviraí , Costa Rica, Tucuru, Maracaju, Paranaíba, Ponta Porã e Campo Grande.

## Igreja Presbiteriana Conservadora do Brasil
A Igreja Presbiteriana Conservadora do Brasil(IPCB) possui uma igreja em Ivinhema, vinculada ao Presbitério do Paraná.
O Departamento Missionário da IPCB também opera uma congregação missionária em Aquidauana.